# 1579

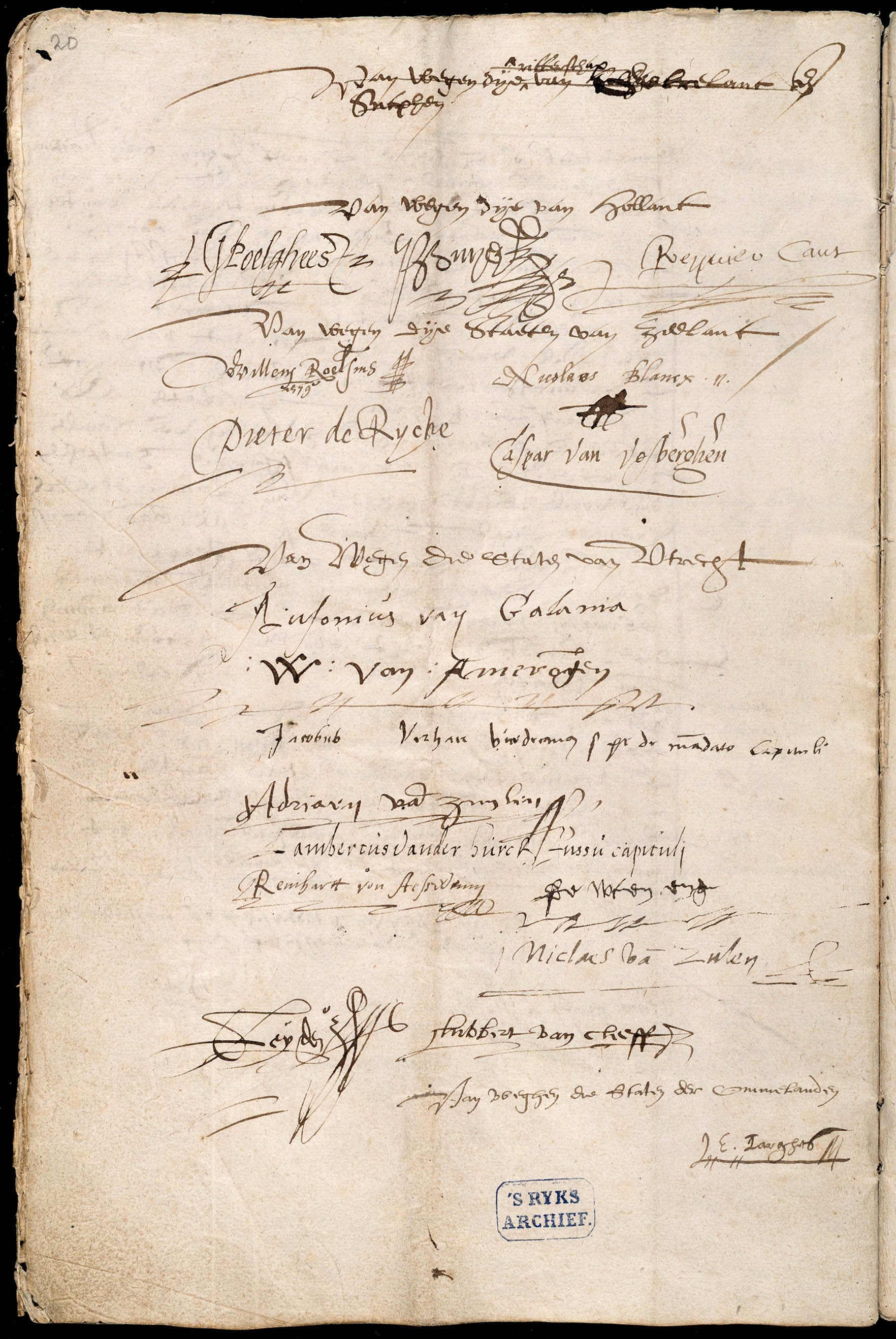
23 gennaio: viene firmata l'Unione di Utrecht

Il 1579 (MDLXXIX in numeri romani) è un anno  del XVI secolo.

## Eventi
- 6 gennaio – Unione di Arras: Le provincie meridionali dei Paesi Bassi si uniscono e giurano fedeltà a Filippo II di Spagna.
- 23 gennaio – Unione di Utrecht: In risposta all'unione di Arras, le provincie settentrionali dei Paesi Bassi si riuniscono preparandosi a dichiarare la loro indipendenza dal sovrano spagnolo Filippo II.
- Lucera diventa capoluogo di Capitanata e del contado del Molise.

### America del Nord
- 17 giugno – Sir Francis Drake, durante la sua circumnavigazione del globo, fa rotta nella baia di San Francisco e dichiara il possesso di essa dell'Inghilterra.

## Nati

### Gennaio
- 7 gennaio - Juan Manuel Pérez de Guzmán, VIII duca di Medina Sidonia, nobile e generale spagnolo († 1636)
- 12 gennaio - Jean Baptiste van Helmont, chimico, fisiologo e medico fiammingo († 1644)
- 23 gennaio - Maria di Hohenzollern, nobile († 1649)
- 27 gennaio - Antonio Tornielli, vescovo cattolico italiano († 1650)

### Febbraio
- 5 febbraio - Suzuki Shōsan, militare e monaco buddista giapponese († 1655)
- 9 febbraio - Johannes van Meurs, umanista, filologo classico e storico olandese († 1639)
- 24 febbraio - Johann Jacob Grasser, storico e archeologo svizzero († 1627)

### Marzo
- 25 marzo - Giovanni Briccio, pittore, drammaturgo e musicista italiano († 1645)

### Aprile
- 10 aprile - Augusto di Brunswick-Lüneburg, nobile tedesco († 1666)
- 12 aprile - François de Bassompierre, militare e diplomatico francese († 1646)

### Maggio
- 2 maggio - Tokugawa Hidetada, militare giapponese († 1632)

### Giugno
- 17 giugno - Luigi I di Anhalt-Köthen, principe tedesco († 1650)

### Luglio
- 2 luglio - Janusz Radziwiłł, nobile lituano († 1620)
- 13 luglio - Arthur Dee, medico e alchimista inglese († 1651)
- 14 luglio - Cesare Magati, medico, chirurgo e scrittore italiano († 1647)

### Agosto
- 1º agosto - Luis Vélez de Guevara, drammaturgo spagnolo († 1644)
- 18 agosto - Carlotta Flandrina di Nassau, badessa francese († 1640)
- 21 agosto - Enrico II di Rohan, condottiero francese († 1638)
- 23 agosto - Thomas Dempster, storico e etruscologo scozzese († 1625)

### Settembre
- 1º settembre - Giovanni Federico di Holstein-Gottorp, arcivescovo luterano tedesco († 1634)
- 16 settembre - Francesco Bernardino Visconti, nobile italiano
- 17 settembre - Charles Howard, II conte di Nottingham, nobile inglese († 1642)
- 21 settembre - Rambaldo XIII di Collalto, condottiero italiano († 1630)

### Ottobre
- 1º ottobre - Jacopo Soldani, umanista e poeta italiano († 1641)
- 4 ottobre - Guido Bentivoglio, cardinale, arcivescovo cattolico e storico italiano († 1644)
- 17 ottobre - Paweł Piasecki, vescovo cattolico e politico polacco († 1649)
- 18 ottobre - Benedetto Fioretti, filosofo, filologo e teologo italiano († 1642)

### Novembre
- 11 novembre - Frans Snyders, pittore fiammingo († 1657)
- 16 novembre - Federico Corner, cardinale e patriarca cattolico italiano († 1653)
- 22 novembre - Johannes Stalpaert van der Wiele, presbitero e poeta olandese († 1630)
- 25 novembre - Mōri Hidemoto, militare giapponese († 1650)
- 30 novembre - Anselm Casimir Wambolt von Umstadt, arcivescovo cattolico tedesco († 1647)

### Dicembre
- 1º dicembre - Tomaso Pombioli, pittore italiano († 1636)
- 9 dicembre - Martino de Porres, religioso peruviano († 1639)
- 14 dicembre - Gherardo Silvani, architetto e scultore italiano († 1675)
- 26 dicembre - Lodovico Flori, gesuita, economista e latinista italiano († 1647)

### Senza giorno specificato
- Catherine Henriette de Balzac d'Entragues, nobile francese († 1633)
- Chikurin-in, nobildonna giapponese († 1649)
- John Egerton, I conte di Bridgewater, nobile e politico inglese († 1649)
- Pietro di Fabrizio Accolti, politico, scienziato e pittore italiano († 1642)
- Alessandro Adimari, letterato e grecista italiano († 1649)
- John Amner, compositore inglese († 1641)
- Maddalena Antognetti, modella italiana
- Dominicus Arumaeus, giurista tedesco († 1637)
- Francesco Balducci, poeta italiano († 1642)
- Giulio Cesare Begni, pittore italiano († 1659)
- Trophime Bigot, pittore francese († 1650)
- Nicolas Briot, medaglista e inventore francese († 1646)
- George Calvert, politico inglese († 1632)
- Germana Cousin,  francese († 1601)
- Pietro D'Asaro, pittore italiano († 1647)
- Raffaele Della Torre, giurista e storico italiano († 1666)
- Orazio Falconieri, nobile italiano († 1664)
- John Fletcher, drammaturgo inglese († 1625)
- Kasuga no Tsubone, nobile e politica giapponese († 1643)
- Giovanni Tommaso Malloni, vescovo cattolico e teologo italiano († 1649)
- Donato Arsenio Mascagni, pittore e scultore italiano († 1637)
- Alfonso Mendes, patriarca cattolico e gesuita portoghese († 1659)
- Johannes Messenius, storico e drammaturgo svedese († 1636)
- Jens Munk, navigatore e esploratore danese († 1628)
- John Ogilvie, gesuita, missionario e santo inglese († 1615)
- Francisco Ruiz de Castro, politico spagnolo († 1637)
- Giovanni Domenico Sala, medico e nutrizionista italiano († 1644)
- Chimalpahin, scrittore († 1660)
- Giovanni Battista Scanaroli, vescovo cattolico italiano († 1664)
- Jacopo Sigoni, medico, religioso e storiografo italiano († 1658)
- Giovanni Domenico Spinola, cardinale italiano († 1646)
- Esmé Stewart, III duca di Lennox, nobile scozzese († 1624)
- Tirso de Molina, religioso, drammaturgo e poeta spagnolo († 1648)
- Giovanni Valesio, incisore italiano († 1623)
- Walter Yonge, politico e mercante inglese († 1649)

## Morti

### Gennaio
- 18 gennaio - Jorge de Santa Luzia, vescovo cattolico portoghese

### Febbraio
- 12 febbraio - Laurentius Petri Gothus, religioso svedese
- 16 febbraio - Gonzalo Jiménez de Quesada, esploratore spagnolo (n. 1509)

### Marzo
- 17 marzo - Cecilia Orsini, nobildonna italiana (n. 1493)

### Aprile
- 12 aprile - Jean de Montluc, vescovo cattolico francese (n. 1508)
- 13 aprile - Uesugi Norimasa, militare giapponese (n. 1523)
- 19 aprile - Uesugi Kagetora, militare giapponese (n. 1552)
- 22 aprile - Girolamo Pallavicino, condottiero italiano (n. 1508)
- 29 aprile - Diego de Landa, vescovo cattolico spagnolo (n. 1524)

### Maggio
- 6 maggio - François de Montmorency, nobile e militare francese (n. 1530)
- 26 maggio - Gamō Sadahide, militare giapponese (n. 1509)

### Giugno
- 18 giugno - Gilles van Berlaymont, nobile olandese
- 25 giugno - Hatano Hideharu, militare giapponese (n. 1541)

### Luglio
- 6 luglio - Takenaka Shigeharu, militare giapponese (n. 1544)
- 15 luglio - Simão Rodrigues, gesuita portoghese (n. 1510)
- 29 luglio - Benedetto Lomellini, cardinale e vescovo cattolico italiano (n. 1517)

### Agosto
- 5 agosto - Stanislao Osio, vescovo cattolico e cardinale polacco (n. 1504)
- 12 agosto - Domenico Bollani, politico e vescovo cattolico italiano (n. 1514)
- 13 agosto - Patrick O'Hely, vescovo cattolico irlandese
- 15 agosto - Gerasimo di Cefalonia, monaco cristiano e santo greco (n. 1506)
- 16 agosto - Isabella Gonzaga, nobile italiana (n. 1537)
- 19 agosto - Louis de Clermont d'Amboise, nobile francese (n. 1549)
- 23 agosto - Francisco Pacheco de Villena, cardinale e arcivescovo cattolico spagnolo (n. 1508)

### Ottobre
- 5 ottobre - Matsudaira Nobuyasu, militare giapponese (n. 1559)
- 11 ottobre - Sokollu Mehmed Pascià, politico e generale ottomano
- 15 ottobre - Marcello Venusti, pittore italiano (n. 1510)
- 24 ottobre - Alberto V di Baviera, nobile tedesco (n. 1528)
- 24 ottobre - Andreas I Imhoff, banchiere, mercante e politico tedesco (n. 1491)

### Novembre
- 4 novembre - Venceslao III Adamo di Teschen, duca (n. 1524)
- 5 novembre - Giovan Battista Guarinoni d'Averara, pittore italiano
- 6 novembre - Girolamo Federici, vescovo cattolico e giurista italiano (n. 1516)
- 15 novembre - Ferenc Dávid,  rumeno
- 21 novembre - Thomas Gresham, mercante e banchiere inglese (n. 1519)
- 21 novembre - Cipriano Piccolpasso, architetto, storico e ceramista italiano (n. 1524)
- 27 novembre - Simon Fizes de Sauve, politico francese (n. 1535)

### Dicembre
- 11 dicembre - Pomponio Cotta, vescovo cattolico italiano
- 20 dicembre - Roger de Saint-Lary de Bellegarde, militare e politico francese (n. 1525)

### Senza giorno specificato
- Voravongse I, sovrano laotiano
- Giovan Battista Adriani, storico e oratore italiano (n. 1511)
- Livio Agresti, pittore italiano
- Nicholas Bacon, politico britannico (n. 1509)
- Antonio Barre, editore e compositore italiano
- Silvio Belli, matematico e ingegnere italiano (n. 1520)
- Jacopo Bertucci, pittore e scultore italiano (n. 1502)
- Hubert Cailleau, pittore e miniatore francese (n. 1526)
- Giovanni Cambiaso, pittore italiano (n. 1495)
- Giambattista Canano, medico italiano (n. 1515)
- Galeotto Cei, marinaio italiano (n. 1513)
- Giovanni Tommaso Cimello, poeta e musicista italiano
- Juan Fernández de Navarrete, pittore spagnolo (n. 1526)
- Giuseppe Gagini, scultore italiano
- Giacomo Grimaldi Durazzo, doge (n. 1503)
- Hisatake Chikanobu, militare giapponese
- Kiso Yoshiyasu, militare giapponese (n. 1514)
- Giuseppe Nasi, diplomatico portoghese (n. 1524)
- Tomé de Sousa, esploratore e militare portoghese (n. 1503)
- Francesco Spezzino, pittore italiano
- Luca Spinola, doge (n. 1489)
- Yu Dayou, generale cinese (n. 1503)
- Miguel de Fuenllana, compositore spagnolo (n. 1500)
- Pietro Antonio di Capua, arcivescovo cattolico italiano (n. 1513)

## Calendario
| Calendario 1579 | Calendario 1579 | Calendario 1579 | Calendario 1579 | Calendario 1579 | Calendario 1579 | Calendario 1579 | Calendario 1579 | Calendario 1579 | Calendario 1579 | Calendario 1579 | Calendario 1579 | Calendario 1579 | Calendario 1579 | Calendario 1579 | Calendario 1579 | Calendario 1579 | Calendario 1579 | Calendario 1579 | Calendario 1579 | Calendario 1579 | Calendario 1579 | Calendario 1579 | Calendario 1579 | Calendario 1579 | Calendario 1579 | Calendario 1579 | Calendario 1579 | Calendario 1579 | Calendario 1579 | Calendario 1579 | Calendario 1579 | Calendario 1579 |
| --------------- | --------------- | --------------- | --------------- | --------------- | --------------- | --------------- | --------------- | --------------- | --------------- | --------------- | --------------- | --------------- | --------------- | --------------- | --------------- | --------------- | --------------- | --------------- | --------------- | --------------- | --------------- | --------------- | --------------- | --------------- | --------------- | --------------- | --------------- | --------------- | --------------- | --------------- | --------------- | --------------- |
|                 | 1               | 2               | 3               | 4               | 5               | 6               | 7               | 8               | 9               | 10              | 11              | 12              | 13              | 14              | 15              | 16              | 17              | 18              | 19              | 20              | 21              | 22              | 23              | 24              | 25              | 26              | 27              | 28              | 29              | 30              | 31              |                 |
| Gennaio         | Gi              | Ve              | Sa              | Do              | Lu              | Ma              | Me              | Gi              | Ve              | Sa              | Do              | Lu              | Ma              | Me              | Gi              | Ve              | Sa              | Do              | Lu              | Ma              | Me              | Gi              | Ve              | Sa              | Do              | Lu              | Ma              | Me              | Gi              | Ve              | Sa              |                 |
| Febbraio        | Do              | Lu              | Ma              | Me              | Gi              | Ve              | Sa              | Do              | Lu              | Ma              | Me              | Gi              | Ve              | Sa              | Do              | Lu              | Ma              | Me              | Gi              | Ve              | Sa              | Do              | Lu              | Ma              | Me              | Gi              | Ve              | Sa              |                 |                 |                 |                 |
| Marzo           | Do              | Lu              | Ma              | Me              | Gi              | Ve              | Sa              | Do              | Lu              | Ma              | Me              | Gi              | Ve              | Sa              | Do              | Lu              | Ma              | Me              | Gi              | Ve              | Sa              | Do              | Lu              | Ma              | Me              | Gi              | Ve              | Sa              | Do              | Lu              | Ma              |                 |
| Aprile          | Me              | Gi              | Ve              | Sa              | Do              | Lu              | Ma              | Me              | Gi              | Ve              | Sa              | Do              | Lu              | Ma              | Me              | Gi              | Ve              | Sa              | Do              | Lu              | Ma              | Me              | Gi              | Ve              | Sa              | Do              | Lu              | Ma              | Me              | Gi              |                 |                 |
| Maggio          | Ve              | Sa              | Do              | Lu              | Ma              | Me              | Gi              | Ve              | Sa              | Do              | Lu              | Ma              | Me              | Gi              | Ve              | Sa              | Do              | Lu              | Ma              | Me              | Gi              | Ve              | Sa              | Do              | Lu              | Ma              | Me              | Gi              | Ve              | Sa              | Do              |                 |
| Giugno          | Lu              | Ma              | Me              | Gi              | Ve              | Sa              | Do              | Lu              | Ma              | Me              | Gi              | Ve              | Sa              | Do              | Lu              | Ma              | Me              | Gi              | Ve              | Sa              | Do              | Lu              | Ma              | Me              | Gi              | Ve              | Sa              | Do              | Lu              | Ma              |                 |                 |
| Luglio          | Me              | Gi              | Ve              | Sa              | Do              | Lu              | Ma              | Me              | Gi              | Ve              | Sa              | Do              | Lu              | Ma              | Me              | Gi              | Ve              | Sa              | Do              | Lu              | Ma              | Me              | Gi              | Ve              | Sa              | Do              | Lu              | Ma              | Me              | Gi              | Ve              |                 |
| Agosto          | Sa              | Do              | Lu              | Ma              | Me              | Gi              | Ve              | Sa              | Do              | Lu              | Ma              | Me              | Gi              | Ve              | Sa              | Do              | Lu              | Ma              | Me              | Gi              | Ve              | Sa              | Do              | Lu              | Ma              | Me              | Gi              | Ve              | Sa              | Do              | Lu              |                 |
| Settembre       | Ma              | Me              | Gi              | Ve              | Sa              | Do              | Lu              | Ma              | Me              | Gi              | Ve              | Sa              | Do              | Lu              | Ma              | Me              | Gi              | Ve              | Sa              | Do              | Lu              | Ma              | Me              | Gi              | Ve              | Sa              | Do              | Lu              | Ma              | Me              |                 |                 |
| Ottobre         | Gi              | Ve              | Sa              | Do              | Lu              | Ma              | Me              | Gi              | Ve              | Sa              | Do              | Lu              | Ma              | Me              | Gi              | Ve              | Sa              | Do              | Lu              | Ma              | Me              | Gi              | Ve              | Sa              | Do              | Lu              | Ma              | Me              | Gi              | Ve              | Sa              |                 |
| Novembre        | Do              | Lu              | Ma              | Me              | Gi              | Ve              | Sa              | Do              | Lu              | Ma              | Me              | Gi              | Ve              | Sa              | Do              | Lu              | Ma              | Me              | Gi              | Ve              | Sa              | Do              | Lu              | Ma              | Me              | Gi              | Ve              | Sa              | Do              | Lu              |                 |                 |
| Dicembre        | Ma              | Me              | Gi              | Ve              | Sa              | Do              | Lu              | Ma              | Me              | Gi              | Ve              | Sa              | Do              | Lu              | Ma              | Me              | Gi              | Ve              | Sa              | Do              | Lu              | Ma              | Me              | Gi              | Ve              | Sa              | Do              | Lu              | Ma              | Me              | Gi              |                 |